# Mezquita Gileyli
La mezquita de Gileyli ( en idioma azerí: Gileyli məscidi) o la mezquita de Jomard Garay ( en idioma azerí: Comərd Gəray məscidi ) es una mezquita histórica del siglo XIV ubicada en la calle Mirza Mansur en la Ciudad Vieja de Bakú capital de Azerbaiyán. El edificio fue registrado como monumento arquitectónico nacional por el Gabinete de Ministros de la República de Azerbaiyán el 2 de agosto de 2001, n.º 132.

## Historia
La mezquita de Gileyli se construyó en dos etapas: en 1309, durante el período Shirvanshah, y en la segunda mitad del siglo XIX. Originalmente, la mezquita una vez tuvo puertas hechas de nogal, pero fue quemada y reemplazada.

## Características arquitectónicas
La parte antigua tiene una composición de cúpula cruciforme. Los brazos de la cúpula cruciforme son bóvedas profundas; en las esquinas se colocan pequeñas habitaciones. El mihrab de proporciones exactas, perfilado y decorado con elementos arquitectónicos y detalles, enriquece el interior de la sala de culto, que se diferencia por su rigidez y tectónica de masas voluminosas. La nueva sección construida en el siglo XIX no afecta a la integridad del esquema, sino que amplía la comodidad. Su cúpula de forma puntiaguda repite el ambiente arquitectónico formado del lugar, y se convierte en parte integral de la estructura de la composición. Aquí se implementan nuevos elementos de la composición arquitectónica europea. Se ve claramente en la estructura de la fachada.

## Galería

Diversas vistas de la mezquita
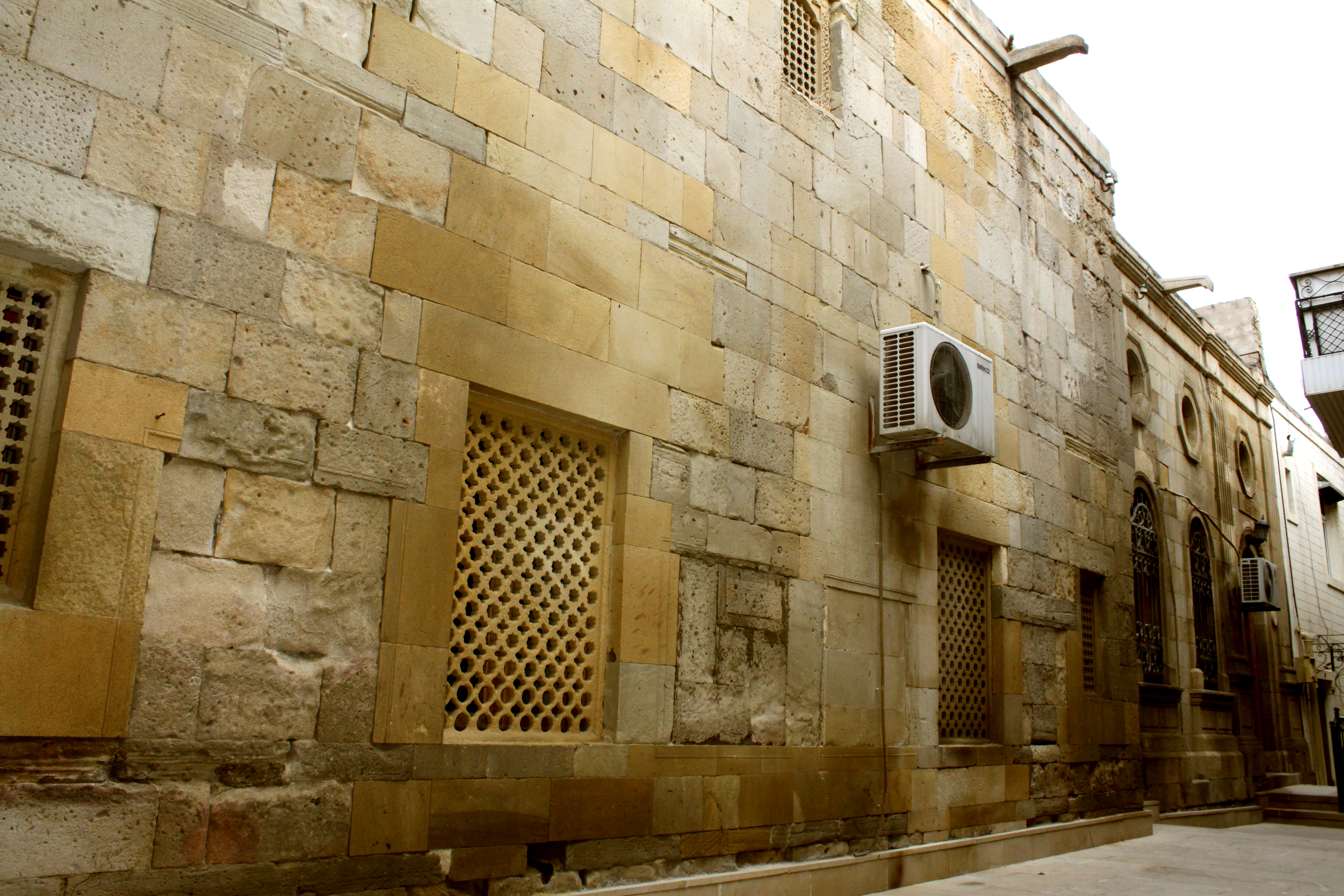
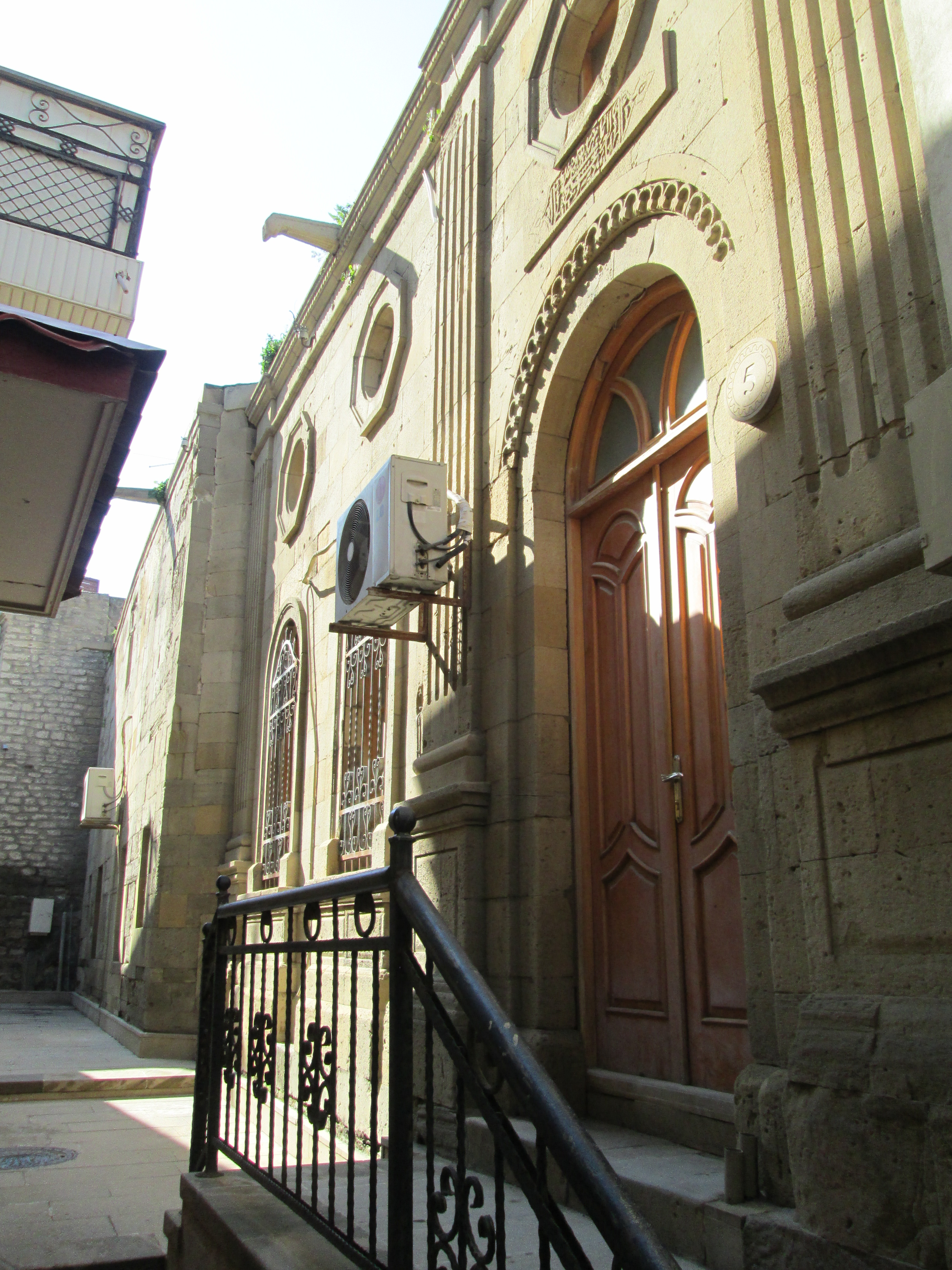
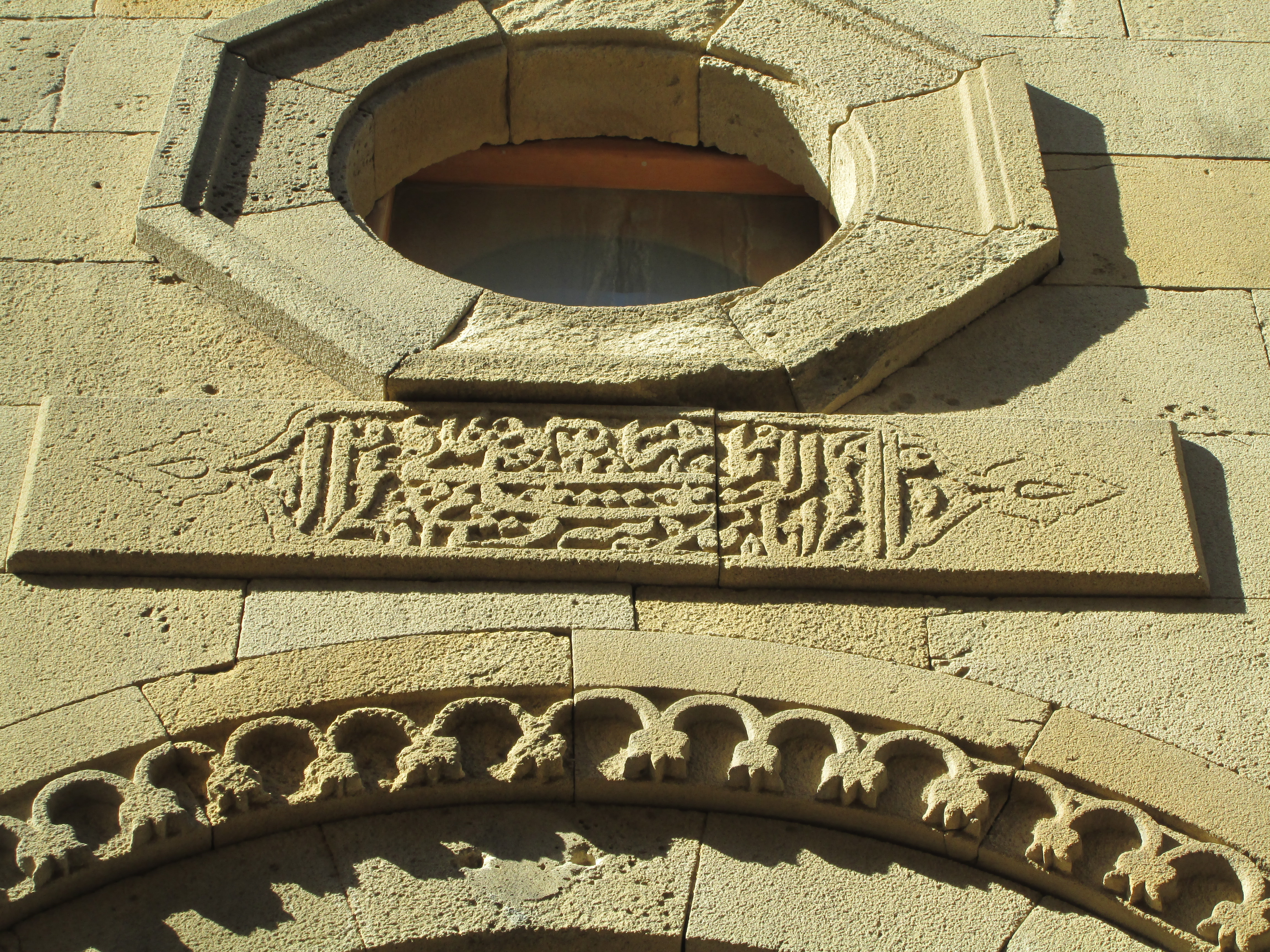
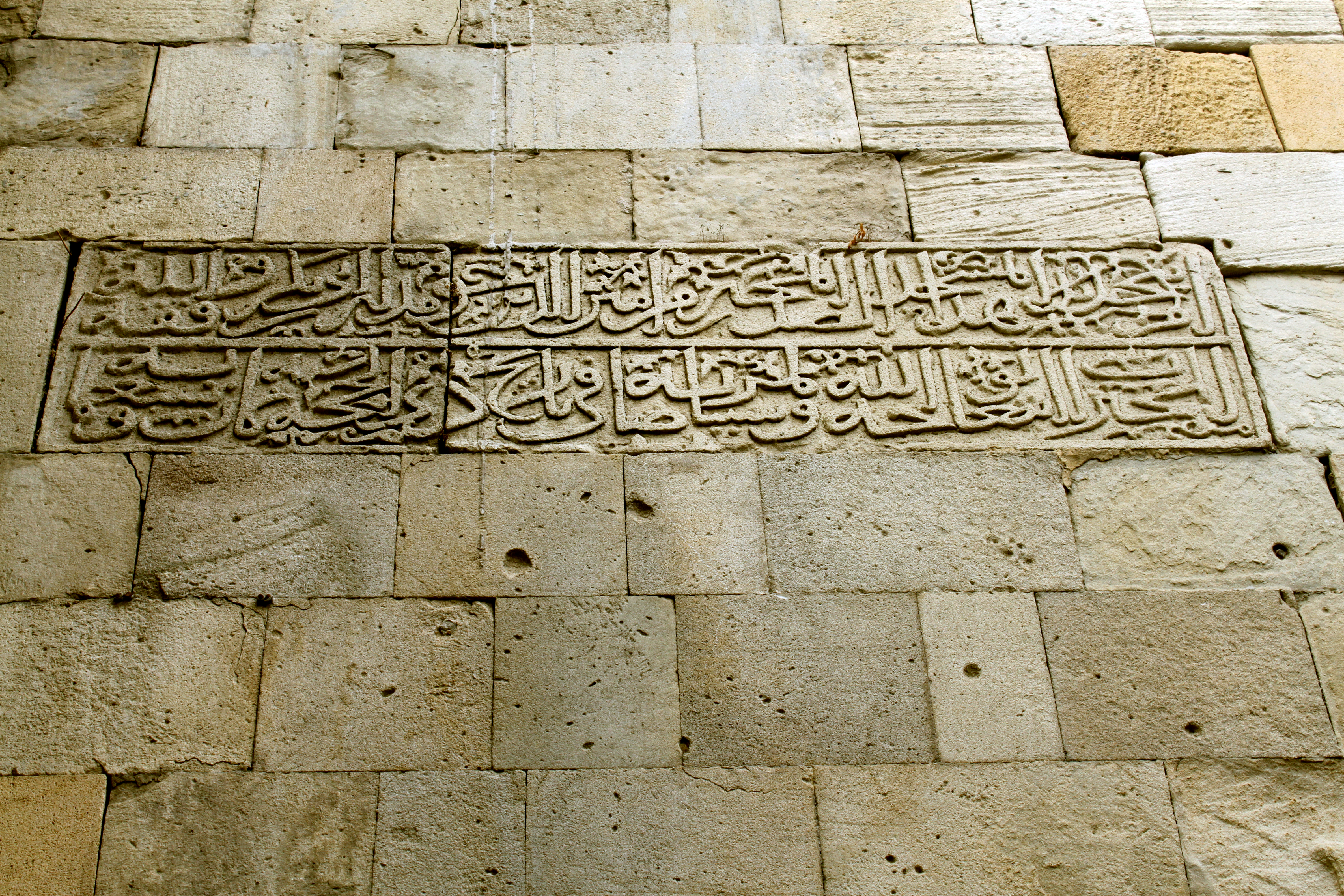
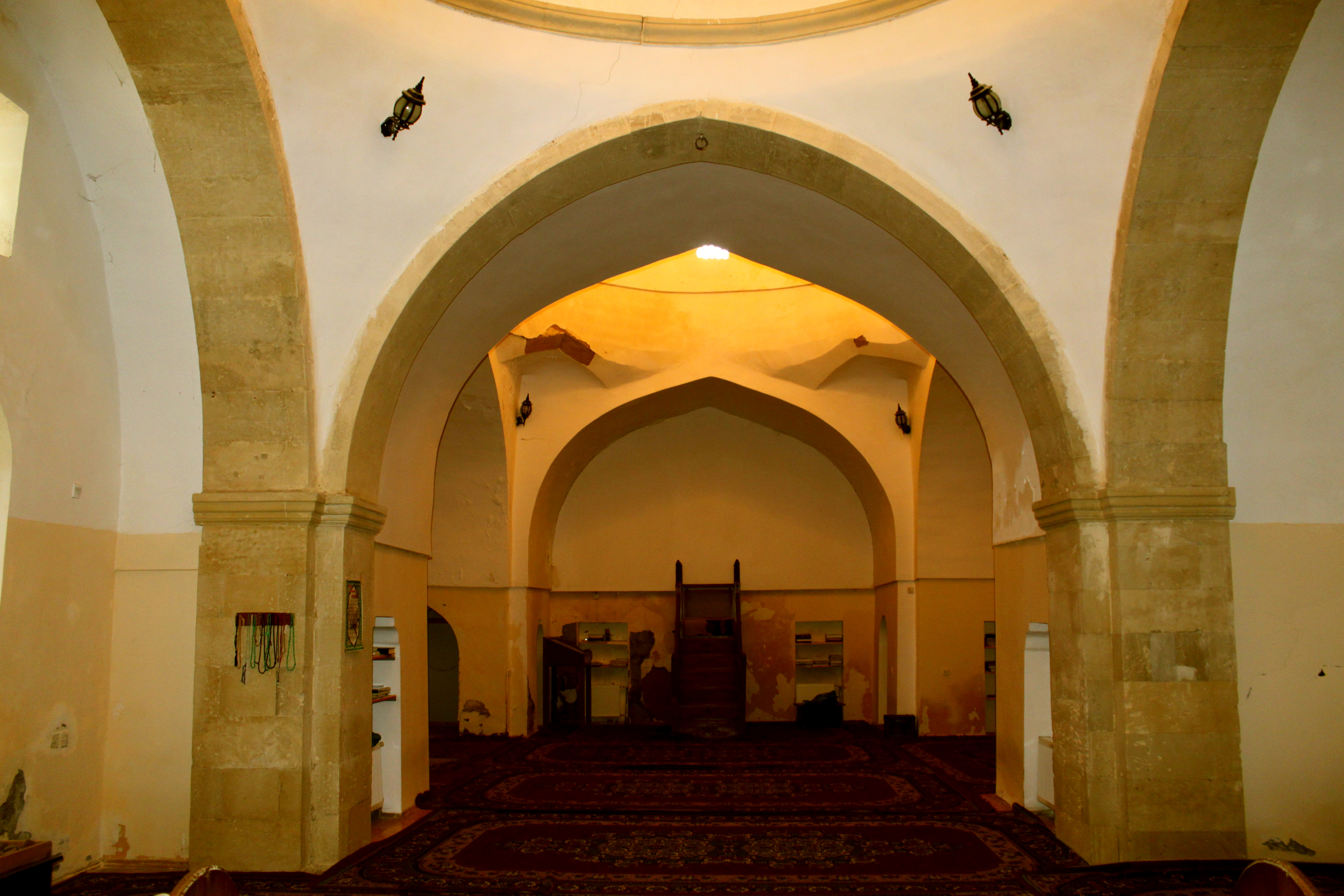